# Suddivisioni dell'Emirato di Ras Al Khaimah

Mappa di Ras al-Khaimah.

L'emirato di Ras Al Khaimah è suddiviso in cinque aree amministrative che a loro volta sono suddivise in distretti.
- Prima Area: comprende la città vecchia di Ras Al Khaimah e alcune zone contigue sulla costa verso sud;
- Seconda Area: comprende le aree a nord e ad est della Prima Area che formano la zona di espansione moderna della città;
- Terza Area: comprende la zona settentrionale dell'emirato da Al Rams ad Al Jeer sulla costa e le corrispondenti zone dell'entroterra;
- Quarta Area: comprende la zona centro meridionale dell'emirato;
- Quinta Area: comprende l'exclave sud dell'emirato.

## Aree e Distretti
| Area                      | Nome arabo       | Distretti | Distretti (arabo) |
| ------------------------- | ---------------- | --- | --- |
| Prima Area                | القطاع رقم 1     | Ras Al Khaimah City, Kuzam, Al Dhaith North, Al Dhaith South, Al Jazirah Al Hamra, Al Riffa | رأس الخيمة خزام الظيت الشمالي الظيت الجنوبي الجزيرة الحمراء الرفاعة |
| Seconda Area              | القطاع رقم 2     | Al Maireed, Al Mamourah, Julfar, Al Uraibi, Al Ghubb, Al Juwais, Seih Al Baih, Al Zahra, Al Hudeeba, Al Senaeyah, Seih Al Dubbat, Dafan Al Khor | المعيريض المعمورة جلفار العريبي الغب الجويس سيح البيح الزهراء الحديبة الصناعية سيح الضباط دفان الخيل                                                                                                 |
| Terza Area                | القطاع رقم 3     | Al Jeer, Sha'am, Wadi Sha'am, Khor Khwair, Al Hulaylah, Ghalilah, Ghilan, Seih Kabdah, Al Rams, Dhayah, Shamal (o Shimal) | الجير شعم وادي شعم خور خوير الحليلة غليلة غيلان سيح كبدة الرمس ضاية شمل |
| Quarta Area               | القطاع رقم 4     | Al Qusaidat, Al Salihia, Khatt, Tahya, Al Muthneb, Al Kharran, Al Digdaga, Suhailah, Saih Al Hurf, Wadi Nheel, Seih Al Beer, Al Hamraniah, Umm Al Khayous, Al Felyyah, Al Ghafia, Al Hamham, Aswan, Al Khreejah, Al Mukawwrah, Al Shaagi, Al Saadi, Seih Al Bana, Rmailah, Al Rahabah, Muwailha | القُسَيدات الصالحية خت تاحيا المذنب الخران الدقداقة سهيلة سيح الحرف وادي نحيل سيح البير الحمرانية ام الخايوس الفلية الغافية الهمهام اسوان الخرجة المقورة الشاغي الساعدي سيح البانة رميلة الرحبة مويلحه |
| Quinta Area               | القطاع رقم 5     | Masafi, Aasmah (o Asimah), Al Ghamarah, Diftah, Al Ghudf, Wadi Al Aim, Al Ghayl, Adhan, Wadi Kub, Kabkoub, Al 'ays, Al Muniai, Al Fashghaa', Al Wa'ab, Skhibar, Al Huwailat, Wadi Al Ejeili, Wadi Mallah, Wadi Al Qour, Rafaq, Al Nasala, Al 'Athbah, Shawka, Kadrah, Wadi Isfini, Wadi Mamduah | مسافي أعسمة الغمرة دفتا الغدف وادي العيم الغيل أذن وادي كوب كبكوب العيص المنيعي الفشغاء الوعب صخيبر الحويلات وادي العجيلي وادي ملحة وادي القور رافاق النصلة العذبة شوكة كدرا وادي اصفني وادي ممدوح   |
| Emirato di Ras Al Khaimah | إمارة رأس الخيمة | 80 | |